# AB Lidköpings porslinsfabrik

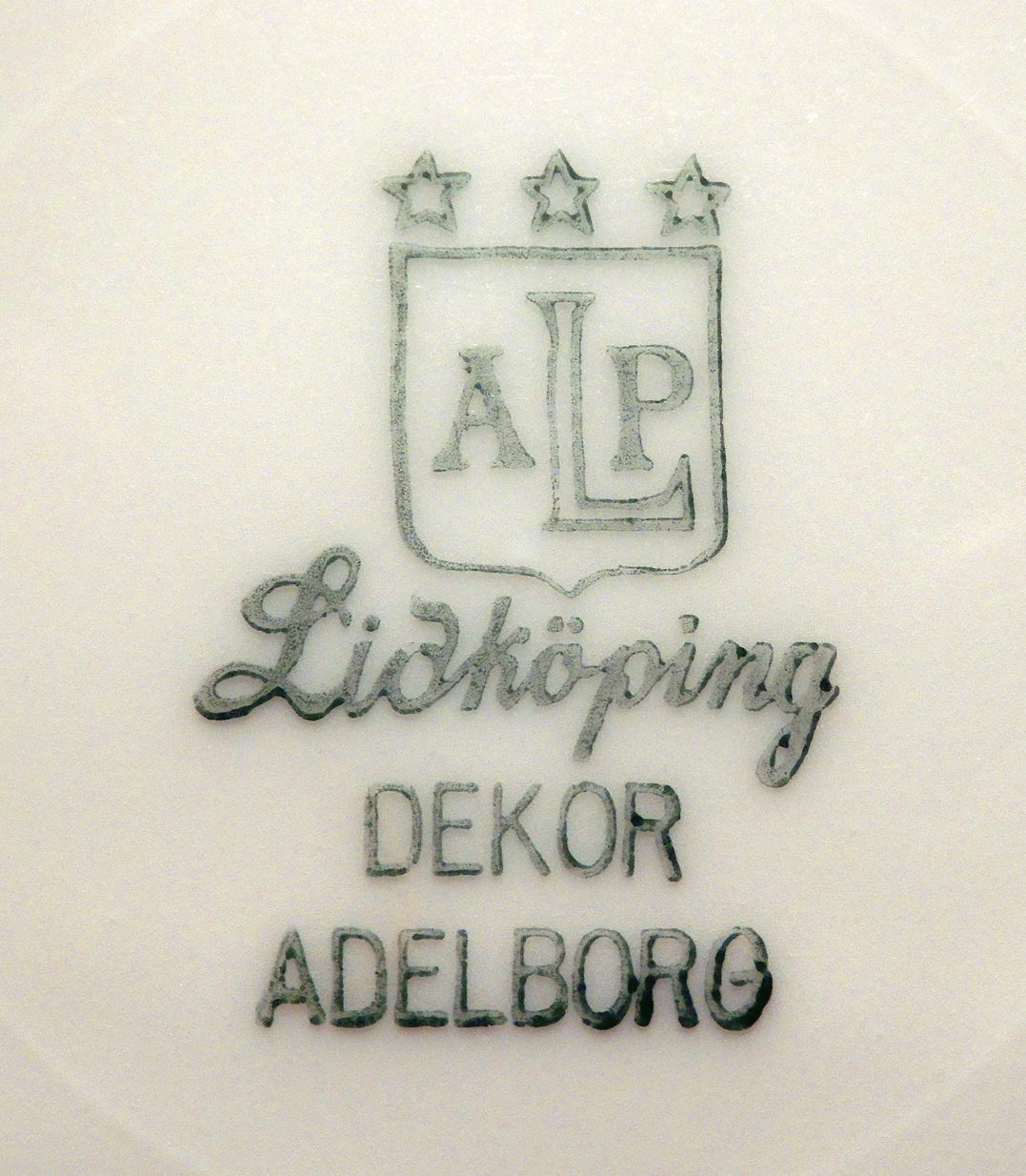
Undersidan av en assiett från ALP med dekor av Louise Adelborg.

AB Lidköpings porslinsfabrik (ALP) var en porslinstillverkare i Lidköping som gick upp i Rörstrands Porslinsfabrik
Lidköpings Porslinsfabrik (ALP) startade sin produktion 1912. AB Lidköpings Porslinsfabrik köptes 1923 av Skånska Cementgjuteriet (Iföverken) och Arabia. 1929 köpte Skånska cementgjuteriet och Arabia Rörstrand men 1931 blev Rörstrand och AB Lidköpings Porslinsfabrik (ALP) ägt av Skånska cement ensamt och 1932 blev Fredrik Wehtje från ägarfamiljen Wehtje ny vd för Rörstrand. Från och med 1936 började Rörstrand successivt lägga över produktionen från Rörstrands fabrik i Göteborg (tidigare Göteborgs porslinsfabrik) till Lidköping och 1941 stängdes fabriken på Hisingen. Porslin fortsatte att märkas med ALP fram till 1943.